# کونچتا فرل
کونچتا فرل (به انگلیسی: Conchata Ferrell) (زاده ۲۸ مارس ۱۹۴۳ – درگذشته ۱۲ اکتبر ۲۰۲۰) بازیگر آمریکایی بود.
از فیلم‌های معروف او می‌توان به بازی در فیلم اسلج همر!، ادوارد دست‌قیچی، داستان عاشقانه واقعی، میستیک پیتزا، دعاهای خانوادگی و لمس اشاره کرد.